# Thermes de Trajan
Les thermes de Trajan (en latin : Thermae Traiani ou Thermae Traianae) sont des bains publics de Rome situés sur la partie méridionale de la colline de l'Oppius, au nord-est des thermes de Titus, recouvrant les fondations et vestiges de la Domus Aurea de Néron. Ils sont situés à la périphérie des quartiers les plus développés, mais à l'intérieur de l'enceinte délimitée par la muraille Servienne.
Les thermes, inaugurés le 22 juin 109, constituent pour l'époque un ensemble monumental gigantesque, les thermes les plus vastes construits jusqu'alors, qui ne seront surpassés en taille que par ceux de Caracalla et ceux de Dioclétien.

## Histoire

### Construction et inauguration
Au début du IIe siècle, les bains publics ouverts à Rome ne suffisent plus à satisfaire la demande croissante de la population. Trajan décide de lancer la construction de thermes surpassant en taille tous ceux construits jusque-là. Il choisit pour leur implantation le sommet de la colline de l'Oppius, à proximité des thermes de Titus.
La construction des thermes de Trajan débute après 104, année durant laquelle un incendie détruit en partie la Domus Aurea, et sont inaugurés le 22 juin 109, dates confirmées par les estampilles retrouvées sur les briques de l'édifice. Les sources antiques attribuent les plans des thermes à l'architecte Apollodore de Damas, qui serait également à l'origine des plans du forum de Trajan, mais son véritable rôle demeure obscur. De nombreux matériaux, colonnes et œuvres d'art qui ornaient la Domus Aurea sont réemployés pour la décoration des thermes. Les corridors et salles qui ne sont pas comblés servent de passages pour le service et de pièces de stockage.
Les dates de construction avancées (entre 104 et 109) ne sont pas unanimement acceptées. En effet, cinq années paraissent trop courtes pour mener à bien des travaux aussi importants : le nivellement du sommet de l'Oppius, le renforcement des ruines de la Domus Aurea qui ont brûlé, les travaux de terrassement, la mise au point des plans des thermes et enfin la construction des thermes eux-mêmes, les plus grands jamais construits. De tels travaux ont sûrement nécessité beaucoup plus de temps, ce qui pousse certains archéologues et historiens à avancer l'hypothèse selon laquelle ces travaux auraient été commencés sous Domitien et dirigés par son architecte Rabirius, à l'image des travaux d'excavation qui ont permis la construction du forum de Trajan. Ce dernier et son architecte attitré Apollodore de Damas auraient en fait poursuivi et achevé des travaux déjà amorcés,.
À côté de ce nouveau complexe, immense, les thermes de Titus paraissent minuscules. Leur proximité immédiate avec les thermes de Trajan a dû réduire leur attrait auprès des Romains, les transformant probablement en une sorte de vestibule ou de thermes annexes peut-être destinés aux femmes et aux classes inférieures.

### Antiquité
Durant le IIe siècle, puis le IVe siècle, l'étage supérieur des Sette Sale, grand réservoir construit un peu à l'écart des thermes et assurant leur alimentation en eau, est réaménagé en domus. Au début du IVe siècle, quand la construction de ses thermes sur le Quirinal est achevée, Dioclétien y fait transférer les volumes des deux bibliothèques des thermes de Trajan.
Les thermes semblent toujours opérationnels au Ve siècle, comme en témoignent les statues qui y sont érigées par Julius Felix Campanianus, préfet de la Ville.

### Moyen Âge
Les thermes ont déjà perdu leur fonction thermale lors du siège de Rome par les Wisigoths, en 537, et la stratégie de Vitigès pour forcer les Romains à céder, consistant à détruire certains aqueducs, coupe l'alimentation en eau de l'Oppius et les met définitivement hors service.
L'abandon des thermes semble daté du Ve siècle, comme le suggère la découverte d'une nécropole en face de l'exèdre nord-est qui sera utilisée jusque vers le VIIe siècle.
Durant le Moyen Âge, la colline de l'Oppius, qui reste en marge du centre urbain, est couverte de vignes et de vergers plantés au milieu des vestiges des thermes qui sont ainsi conservés.
Durant le haut Moyen Âge , une partie des vestiges des thermes servira de carrière pour la construction de maisons aux alentours du site ce qui explique qu'une partie de l'architecture du bâtiment manque.

### XIXeetXXesiècles
En 1871, la colline de l'Oppius est transformée en jardin public et une grande partie du sommet de la colline est achetée par la famille Brancaccio. Entre 1935 et 1936, le terrain est récupéré par A. Munoz, directeur du Bureau des Antiquités et des Beaux-Arts de Rome. Il crée un parc archéologique et aménage une route sur le flanc sud de la colline avec une vue panoramique sur le Colisée. Cette nouvelle route, conçue comme une avenue, relie la dépression de l'amphithéâtre avec la Via Merulana en traversant les ruines des thermes de Trajan.

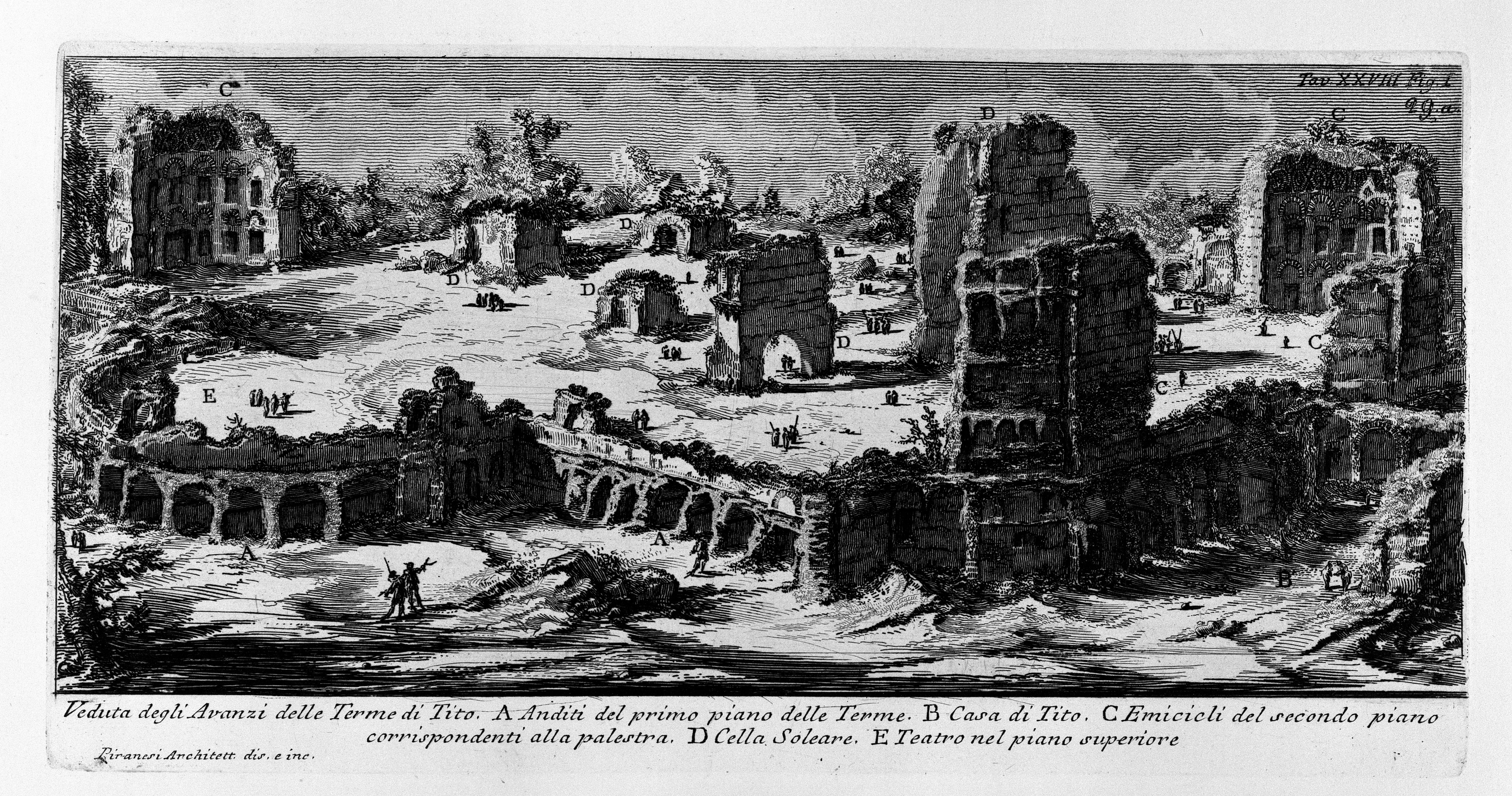
Dessin des thermes de Trajan, Piranèse, 1756.

## Description

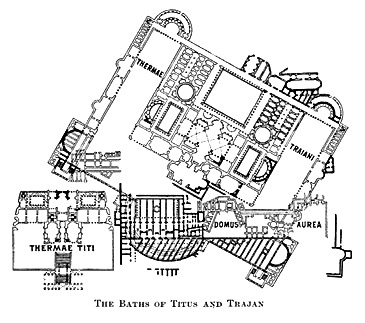
Plan des thermes de Trajan sur lequel figurent les thermes de Titus et les vestiges de la Domus Aurea.
D'après Rodolfo Lanciani.

À l'époque de leur construction, les thermes de Trajan sont les plus vastes de Rome : ils occupent une surface de près de 10 hectares. On peut comparer ces dimensions avec celles des thermes de Titus et constater le gigantisme de l'édifice. Les fragments de la Forma Urbis Severiana, les dessins exécutés au cours des XVIe et XVIIe siècles et les nombreux vestiges visibles encore aujourd'hui sur la colline de l'Oppius permettent de reconstituer entièrement le plan d'ensemble des thermes,,, mais la reconstitution et l'attribution des fonctions de chacune des pièces demeurent sources d'interprétations diverses. Les plans des thermes les plus reproduits sont ceux de Lanciani et de Gismondi, très semblables dans l'ensemble, mais présentant plusieurs différences dans la restitution des pièces, que ce soit d'un point de vue architectural ou dans l'attribution de leurs fonctions.
Les thermes sont constitués au centre d'une partie intérieure, divisée en plusieurs salles de tailles et fonctions diverses, et d'une partie périphérique en forme de U, occupée en grande partie par des jardins. De nombreux passages permettent d'accéder au jardin d'agrément depuis les salles du corps central, ce qui laisse penser que l'ordre entre les bains et la promenade n'a pas d'importance : on devait pouvoir pratiquer une activité physique en extérieur, puis venir se baigner, ou bien se baigner, puis aller se promener.
Les thermes de Trajan prennent en partie appui sur les ruines de la partie supérieure de la Domus Aurea de Néron qui ont été enterrées afin de servir de fondations, mais ne sont pas construits selon la même orientation, contrairement aux thermes de Titus : les thermes de Trajan sont orientés sur un axe nord-sud avec un désaxement d'environ 30 degrés. Cette orientation, une nouveauté apportée par l'architecte des thermes qui sera reprise lors de la construction des futurs grands thermes impériaux, permet de mieux profiter de l'ensoleillement et de s'abriter des vents dominants : selon cette configuration, le caldarium reçoit la chaleur du soleil depuis midi jusqu'au crépuscule.
Le plan des thermes est symétrique, comme c'est le cas déjà pour les thermes de Titus. On a pensé dans un premier temps que ce dédoublement des salles selon un axe de symétrie permettait la séparation des hommes et des femmes dans la pratique des bains, mais la natatio et le caldarium n'étant pas dédoublés, ils devaient s'y retrouver. La mixité des thermes disparaît ensuite quand un système d'horaires décalés est mis en place sous Hadrien. Finalement, cette symétrie semble avoir un objectif esthétique et pratique, en permettant d'accueillir plus de baigneurs sans que chaque pièce soit bondée.

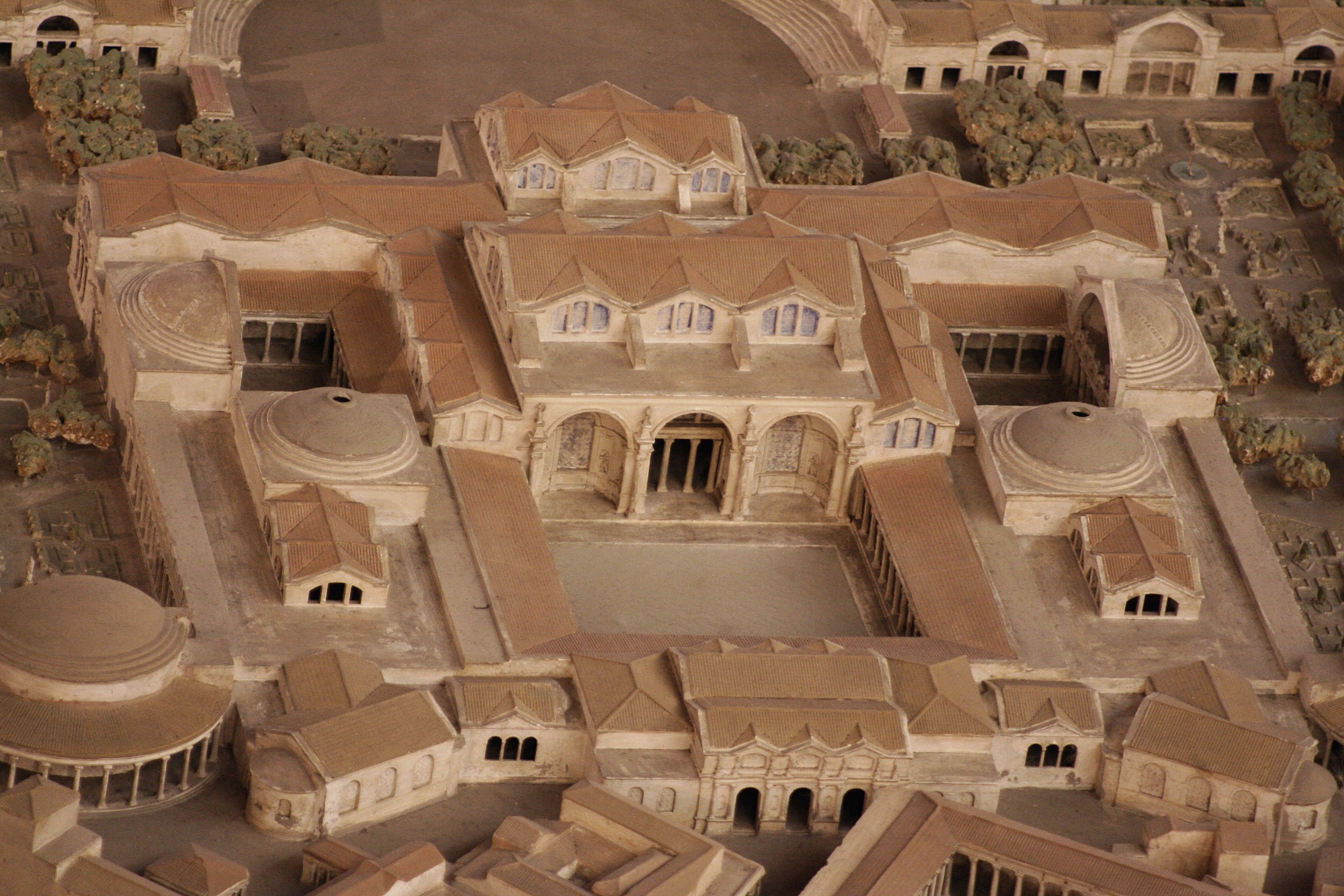
Thermes de Trajan vus depuis le nord-est. Maquette de Gismondi.
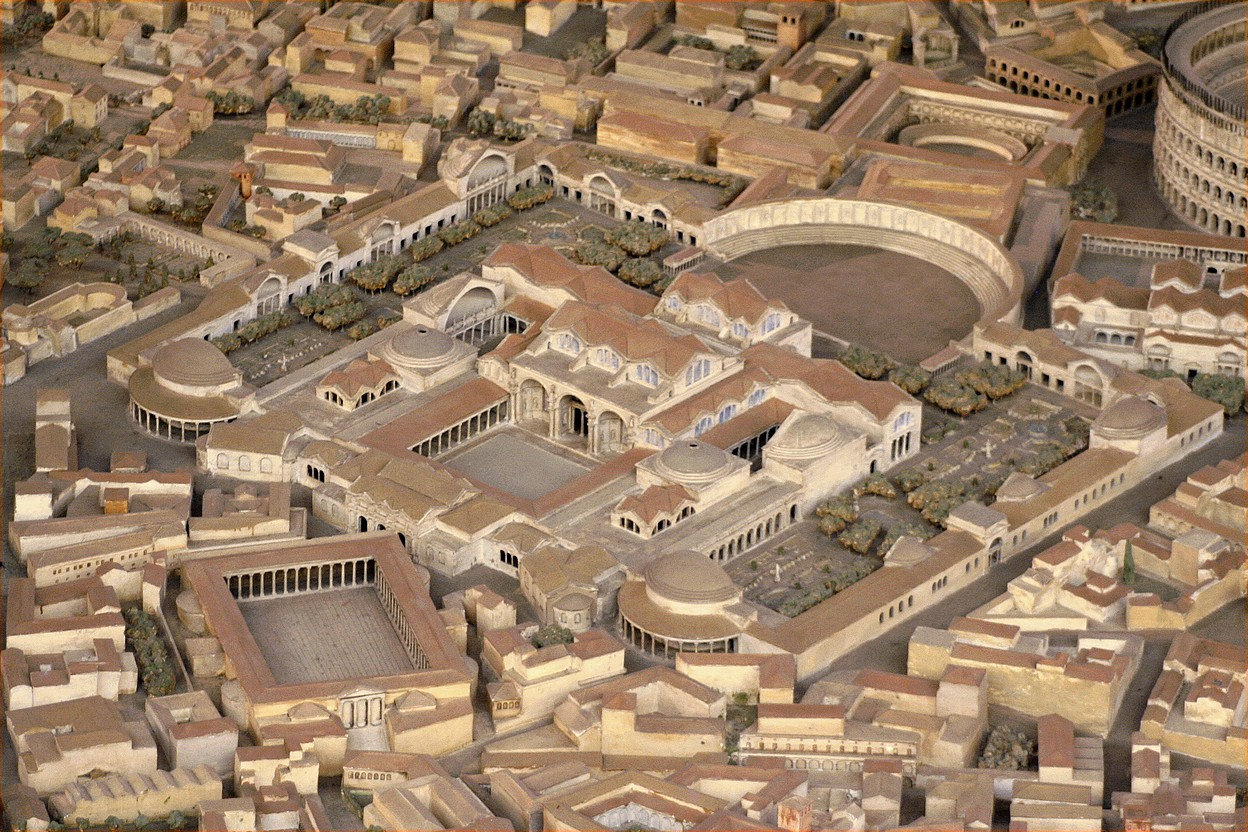
Thermes de Trajan vus depuis le nord Maquette de Gismondi.
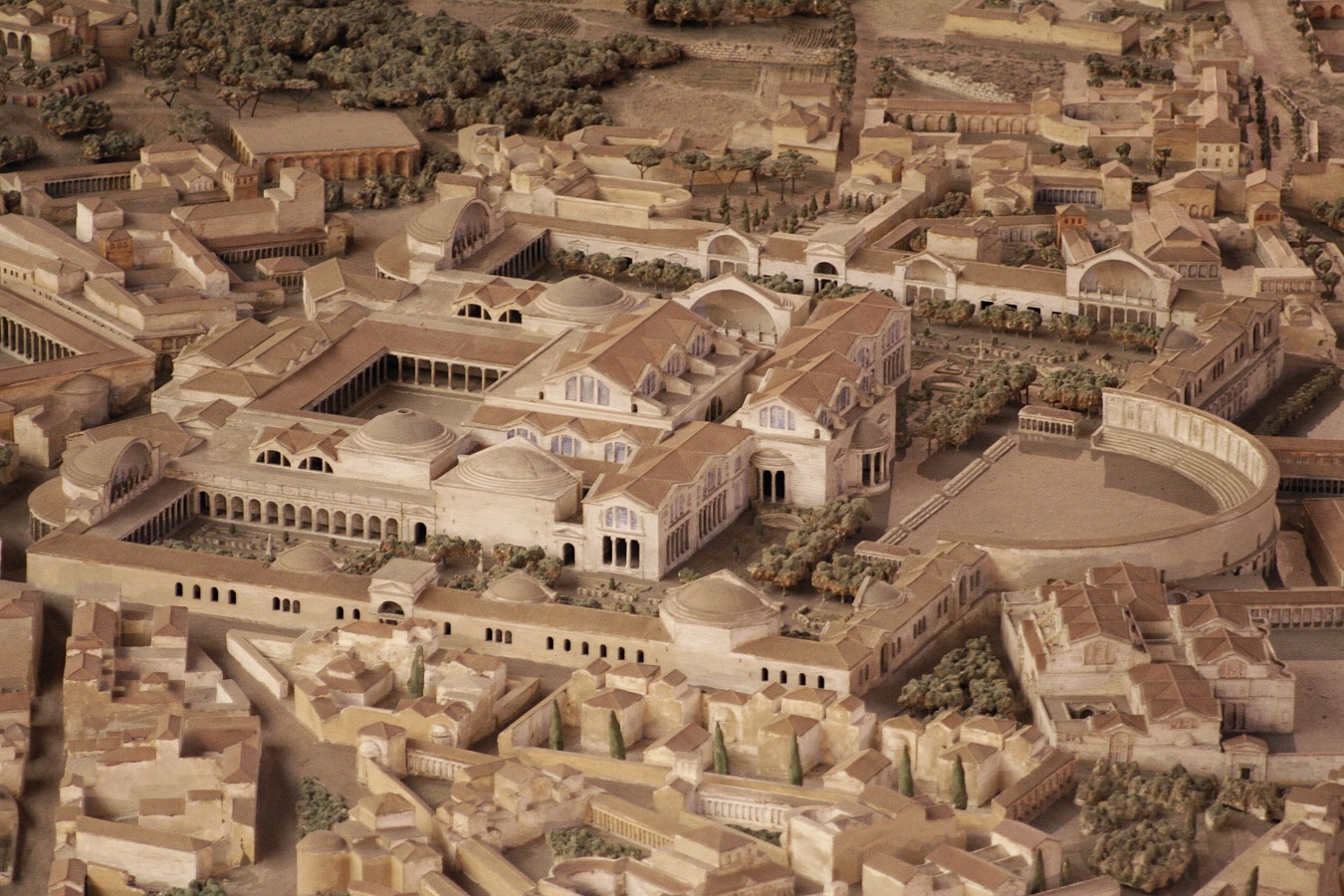
Thermes de Trajan vus depuis l'ouest. Maquette de Gismondi.

### Plan
| \| Entrée Vestibule Natatio Apodyterium Frigidarium ? Palestre Caldarium Tepidarium Basilique Exèdre · Nymphée ? Bibliothèque Hall à · double abside Hall Grande exèdre Jardin \| |
| Plan des thermes de Trajan (Italo Gismondi). Cliquer sur un lien pour en trouver la description dans cet article.                                                                 |
| Entrée Vestibule Natatio Apodyterium Frigidarium ? Palestre Caldarium Tepidarium Basilique Exèdre · Nymphée ? Bibliothèque Hall à · double abside Hall Grande exèdre Jardin       |

### Corps central
La partie centrale des thermes mesure 190 mètres sur 212 mètres, soit une surface de quatre hectares. Les thermes de Trajan devaient pouvoir accueillir près d'un millier de baigneurs.

#### Entrée, vestibule et halls à double abside
L'entrée principale, qui se trouve au nord du complexe, est constituée de grands propylées. De part et d'autre de cette entrée se trouvent deux halls à double abside dont les orientations semblent converger vers le centre du complexe central des thermes. Les vestiges de celui qui est orienté parallèlement à la Domus Aurea sont encore visibles aujourd'hui, dans le Parco Oppio. D'autres entrées annexes donnent un accès direct à l'enceinte : elles sont précédées d'escaliers, nécessaires pour combler la différence de niveau entre les thermes et le quartier avoisinant.
L'architecture du vestibule n'est pas connue avec précision. Deux conceptions différentes apparaissent : celle de Rodolfo Lanciani et celle d'Italo Gismondi. Selon la première, le vestibule est une pièce rectangulaire orientée selon l'axe de symétrie des thermes, alors que, selon la deuxième proposition, la pièce rectangulaire est orientée selon un axe perpendiculaire à l'axe de symétrie des thermes et divisée horizontalement par des colonnades. Le vestibule est flanqué de deux pièces latérales en forme de L qui donnent accès à l'enceinte des thermes.
Une fois passé le vestibule, on accède au portique entourant la natatio. Depuis ce point, on peut tourner à droite ou à gauche, le parcours sera identique.

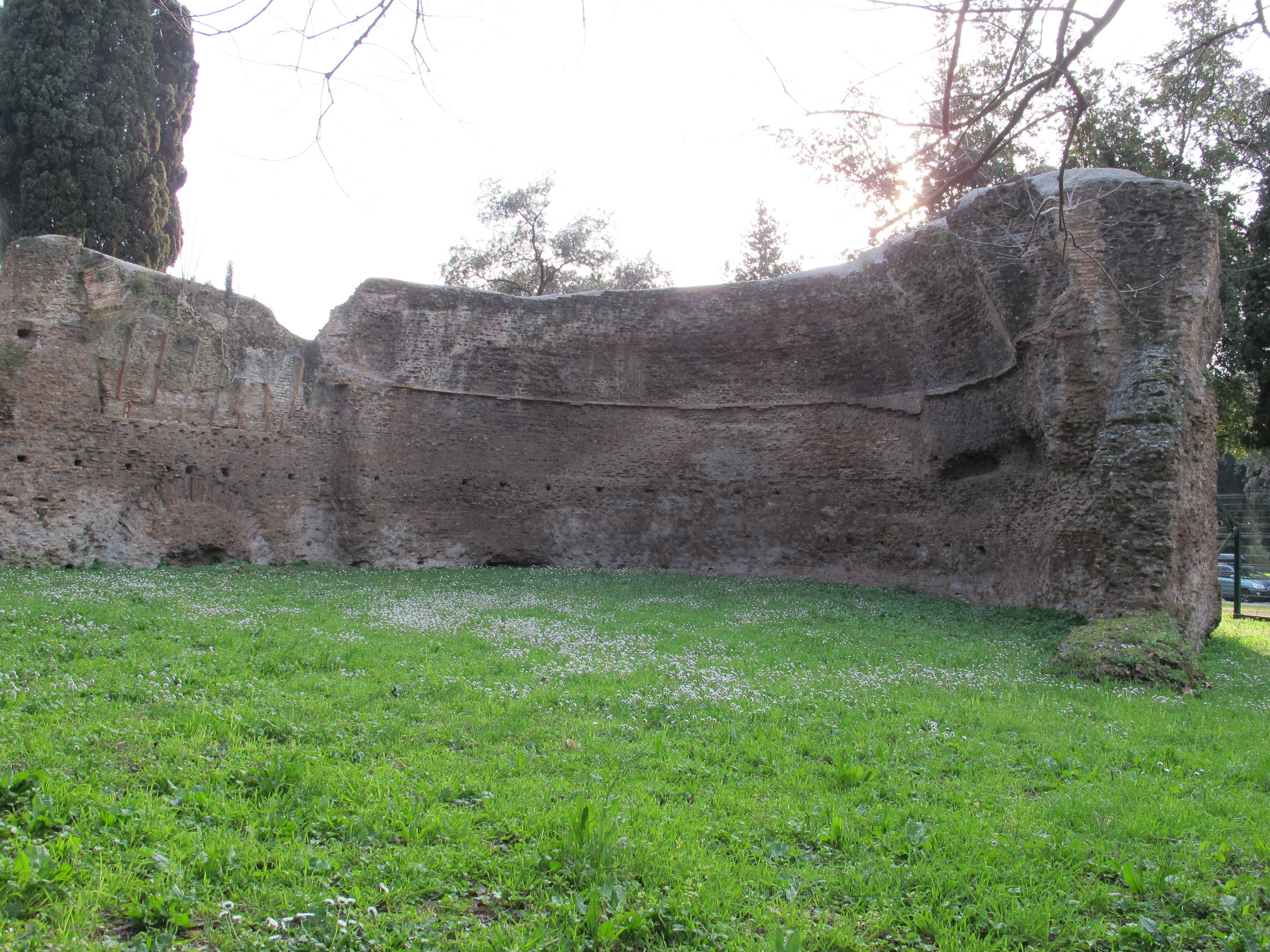
Ruines du hall à double abside, au nord-est de l'entrée principale.
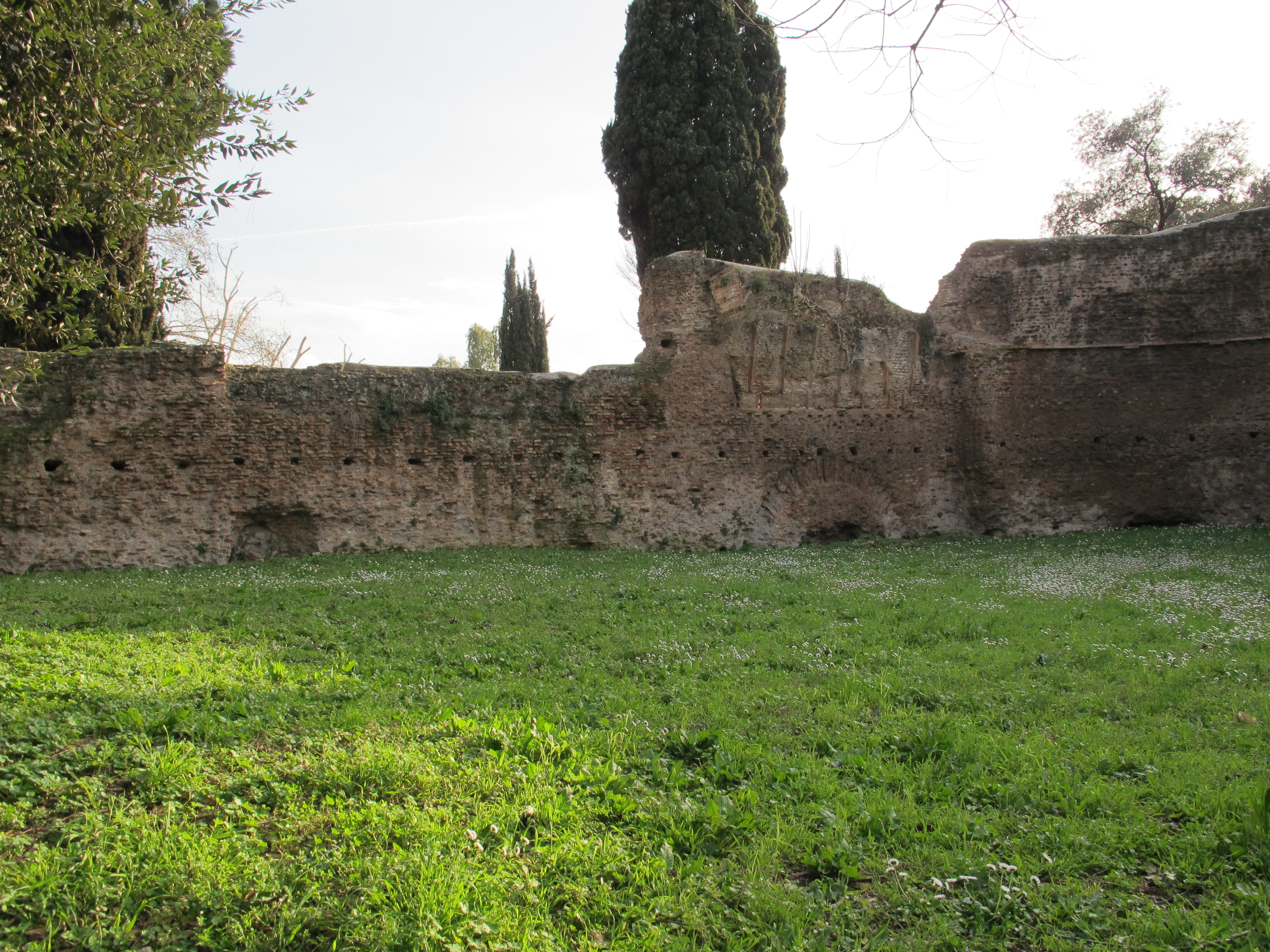
Ruines du hall à double abside, au nord-est de l'entrée principale.

#### Apodyterium
Les vestiaires (apodyteria) se situent de part et d'autre de la natatio. Il s'agit de longues pièces rectangulaires qui desservent plusieurs pièces latérales plus petites aux plafonds voûtés : c'est dans ces pièces qu'on se change et qu'on entrepose ses effets personnels qu'on peut, si on le souhaite, laisser sous la garde d'un esclave, les voleurs (fures balneari) étant très nombreux dans les thermes,.

#### Frigidarium
Chaque vestiaire est prolongé par une salle circulaire (une sorte de rotonde) pourvue de quatre absides. Sa fonction n'est pas certaine, mais il pourrait s'agir d'un frigidarium, un bain à eau froide.

#### Palestre
En sortant de cette salle circulaire, on accède au portique à trois côtés qui entoure la palestre rectangulaire, fermé sur le dernier côté par une exèdre. Celle située à l'est, encore identifiable dans les ruines des thermes, a conservé une partie de son demi-dôme orné de caissons carrés et du mur décoré par une série de niches semi-circulaires et rectangulaires. Le but est de pratiquer une activité sportive intensive, afin de se couvrir de sueur avant de se diriger vers les salles chaudes.

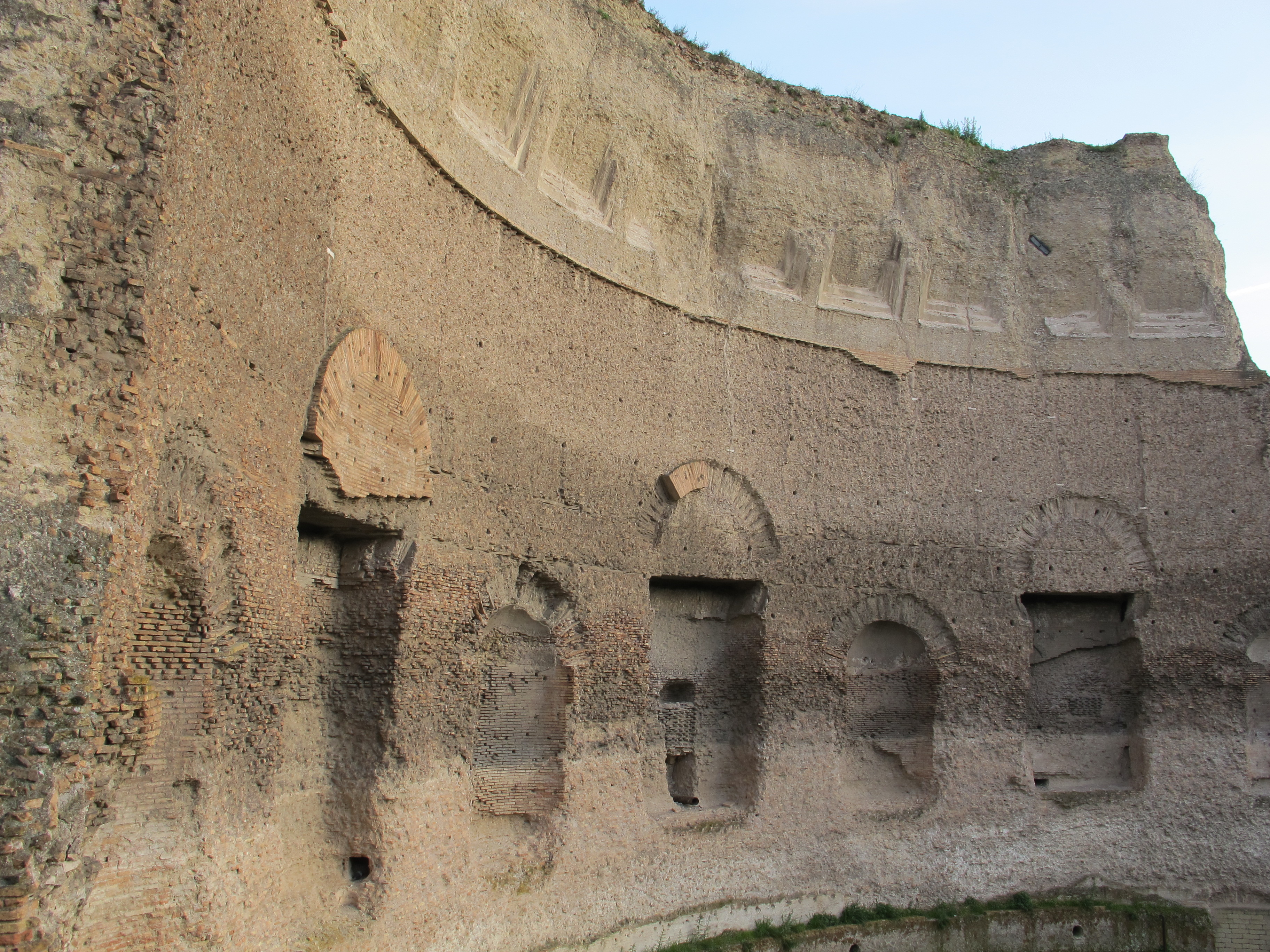
Vestiges de l'exèdre de la palestre orientale.
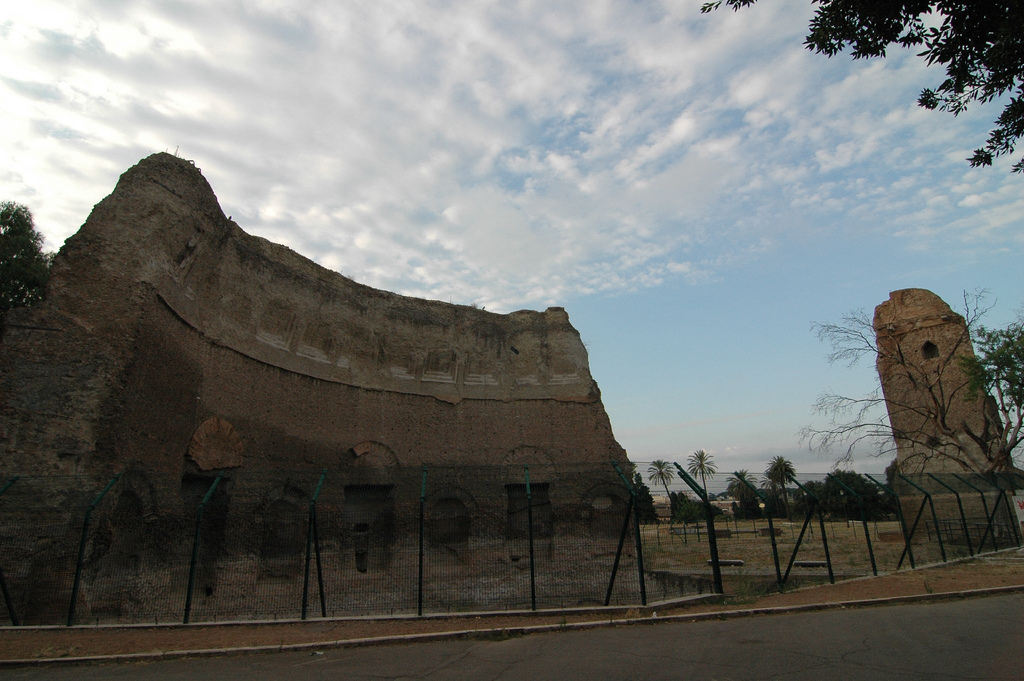
Vestiges de l'exèdre de la palestre et bout du mur d'un hall adjacent.

#### Tepidarium,sudatoriumetunctuarium

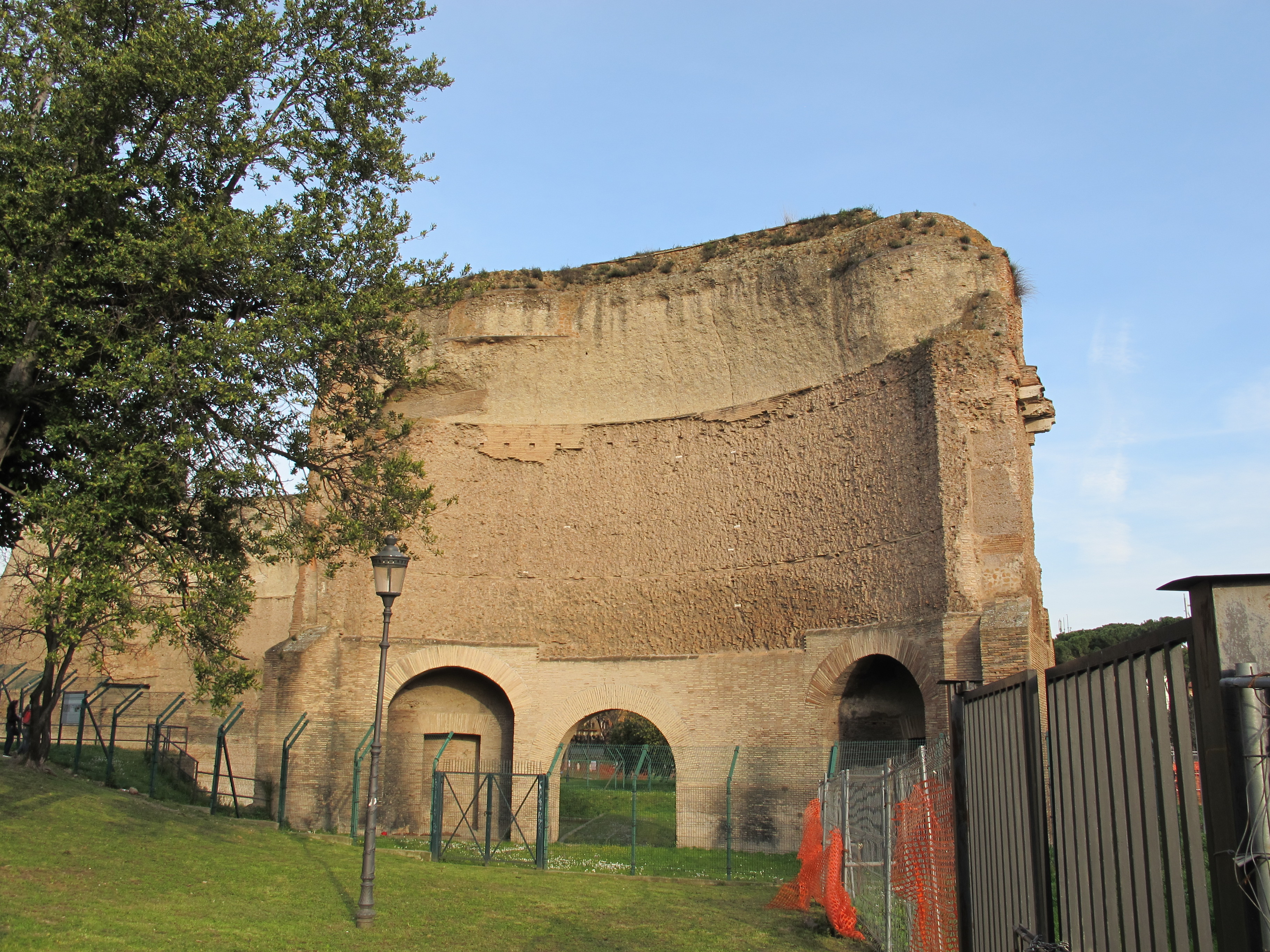
Ruines d'un mur légèrement incurvé d'une des salles intermédiaires entre la palestre et le caldarium.

Une fois que les baigneurs qui le souhaitent se sont dépensés dans les palestres, ils suivent une série de salles qui sont toutes alignées sur le même axe (perpendiculaire à l'axe de symétrie des thermes) et exposées vers le sud. Ces salles, dont la température ambiante va croissante, permettent de s’accommoder de la chaleur avant d'accéder au caldarium. Il s'agit certainement du tepidarium, le bain tiède, suivi du sudatorium, salle destinée à se nettoyer par la sudation et présente dans les thermes de grande dimension, et de l'unctuarium, sorte de salle de massage.
Parmi les vestiges encore debout aujourd'hui, on peut citer une partie d'un hall (une des absides latérales) dont un des murs porte gravé dans le marbre un plan moderne des thermes.

#### Caldarium
Après s'être préparé le corps en passant dans des salles de plus en plus chaudes, les baigneurs entrent dans le caldarium, seule salle des thermes chauffée au maximum. La pièce, complétée par trois extensions absidales (au sud, à l'est et à l'ouest), comprend certainement plusieurs piscines chauffées et un poste d'eau froide. Le caldarium, exposé au sud, est doté de nombreuses petites fenêtres permettant d'éclairer la pièce sans perdre trop de chaleur.

#### Basilique
En sortant du caldarium, les baigneurs se dirigent vers le nord pour accéder à la grande salle centrale par l'intermédiaire du tepidarium, dont les bains tièdes servent de transition entre les bains chauds du caldarium et le bain froid de la natatio. La basilique dessert à la fois la natatio au nord, avec laquelle elle communique directement par l'intermédiaire de petits bassins, le caldarium via le tepidarium au sud et enfin les palestres sur chaque côté.

#### Natatio
La natatio, piscine à ciel ouvert à température ambiante presque carrée de 53,3 mètres de long sur 50 mètres de large, constitue la dernière étape du parcours thermal. Si ce bain n'est pas couvert, cela ne semble pas dû à une difficulté architecturale, mais bien à la volonté pour les Romains de pouvoir nager à l'air libre et au soleil les jours de beau temps.

### Partie périphérique
La partie périphérique des thermes fait 330 mètres de long sur 315 mètres de large, soit une surface d'un peu plus de six hectares après avoir retiré la surface occupée par le complexe central. Elle est certainement occupée par un jardin destiné à la fois au sport et à la détente.

#### Enceinte
Une enceinte (ou péribole) entoure l'ensemble du complexe. Les ailes nord-ouest et sud-est sont divisées en de nombreuses salles et alcôves dans lesquelles on peut lire, converser, assister à des concerts, s'adonner à des exercices sportifs ou encore consulter des ouvrages dans des bibliothèques, à l'abri du soleil ou des intempéries. Certaines de ces salles semblent avoir également une fonction commerciale avec la vente possible de repas et de boissons, services sûrement présents dans le complexe étant donné le temps que les Romains passent aux bains,,.

#### Jardin
Sur le plan des thermes, on remarque que les édifices du complexe thermal sont calés contre le côté nord de l'enceinte des thermes, laissant libre un grand espace exposé au sud, certainement occupé par un parc.

#### Nymphée
La grande exèdre au nord-est de l'enceinte qui communique avec les jardins est encore bien conservée aujourd'hui. Elle abritait sans doute un nymphée (une structure décorative ornée de fontaines et de statues). Elle est creusée de onze niches alternativement rectangulaires et semi-circulaires et couverte d'une demi-coupole dont le plafond est décoré de caissons octogonaux et triangulaires.

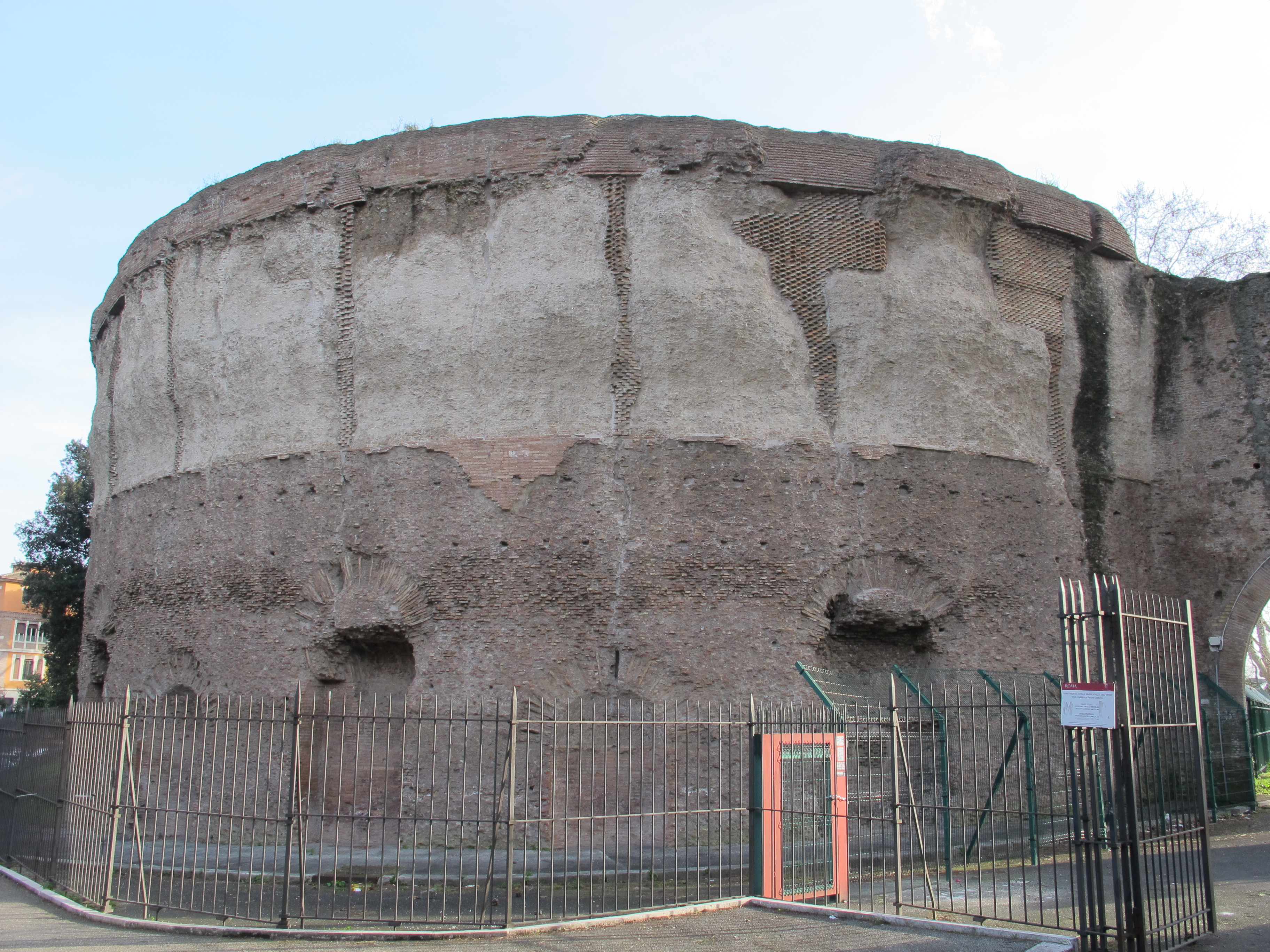
Vestiges de la grande exèdre abritant un nymphée, vus depuis l'extérieur.
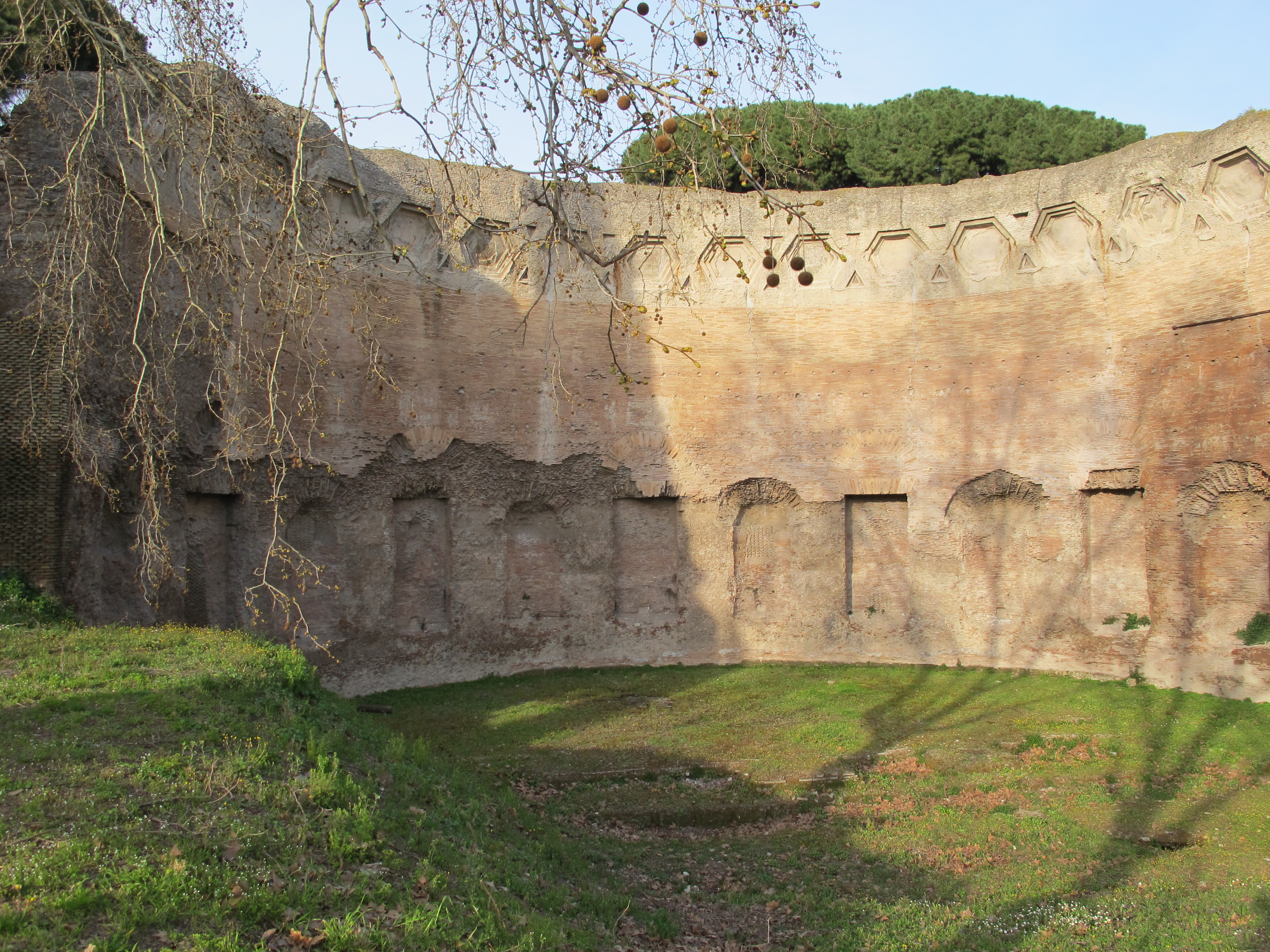
Intérieur de l'exèdre dans laquelle était encastré un nymphée.

#### Bibliothèque
Parmi les autres vestiges des thermes, deux exèdres de l'enceinte, qui se font face, sont encore partiellement debout. Les travaux de restauration de l'une d'entre elles ont permis aux archéologues de l'identifier comme une bibliothèque grâce à la découverte de niches rectangulaires disposées sur deux étages qui ont pu abriter des volumes et par la présence d'une corniche entre les deux rangées de niches qui aurait pu soutenir une galerie en bois. Derrière les parois courbes de l'exèdre, on a retrouvé les traces d'escaliers, peut-être réservés aux employés des thermes, qui devaient permettre d'accéder à la galerie en bois et aux pièces des étages supérieurs de l'enceinte. L'exèdre est couverte d'un demi-dôme décoré de caissons en forme de trapèze alternant avec des caissons hexagonaux. La présence de deux bibliothèques laisse penser que l'une abritait les ouvrages latins et l'autre les ouvrages grecs.

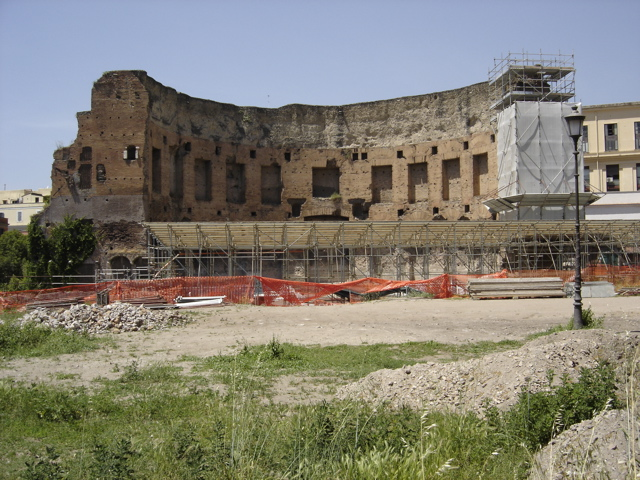
Exèdre à l'extrémité du petit côté ouest de l'enceinte qui abritait vraisemblablement une bibliothèque.
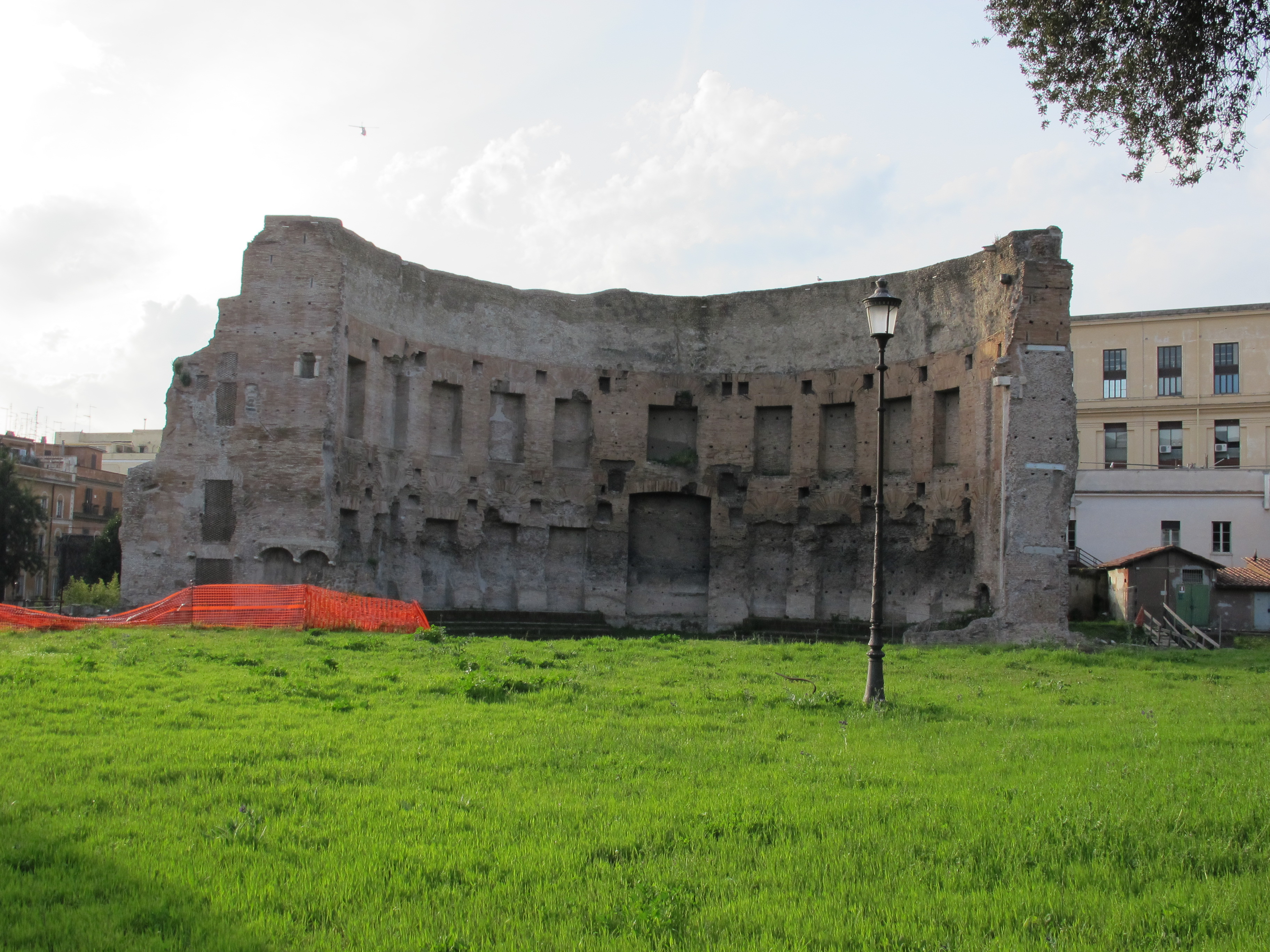
Vestiges de l'exèdre du côté ouest.
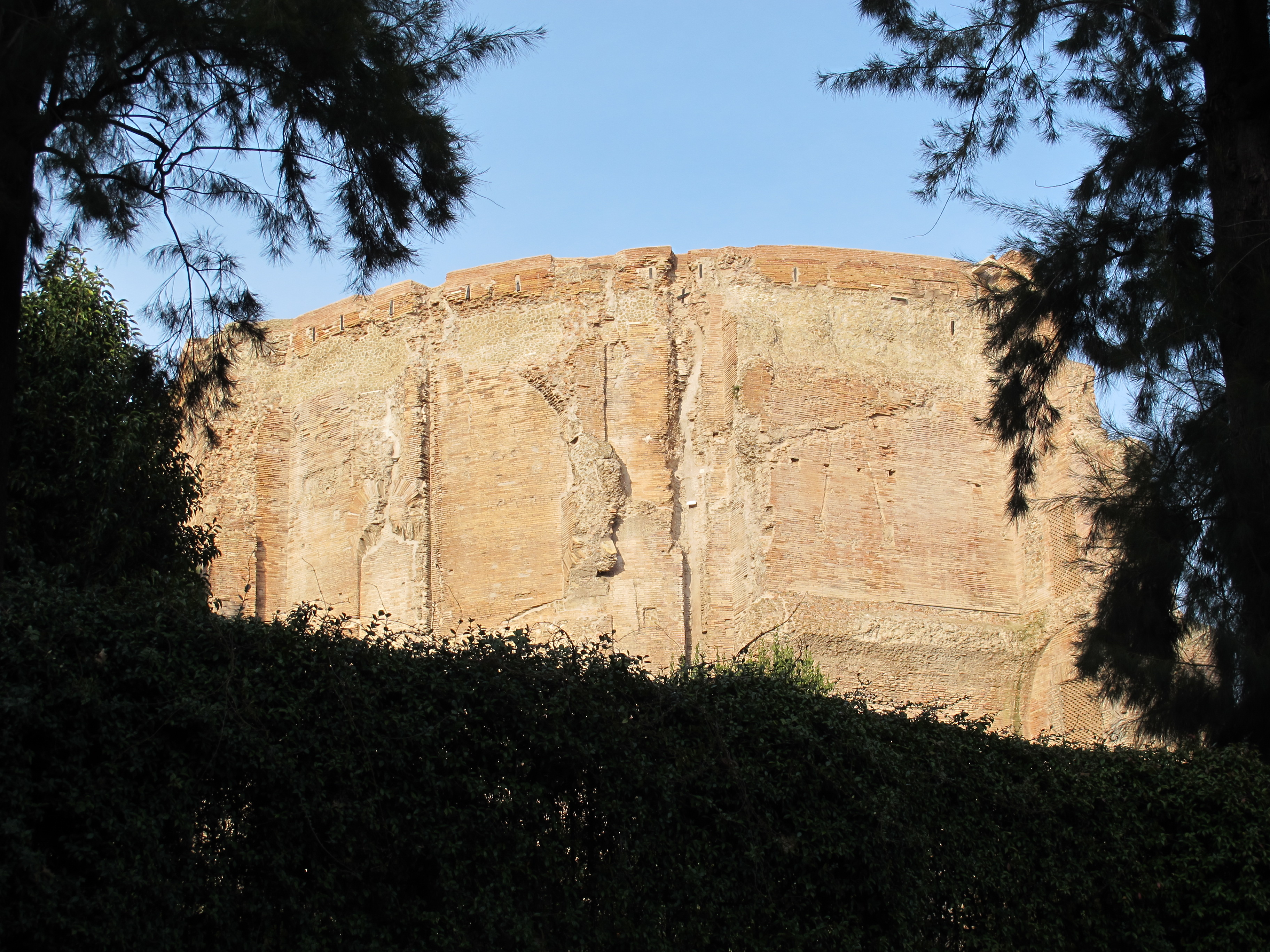
Même exèdre, vue de l'extérieur.
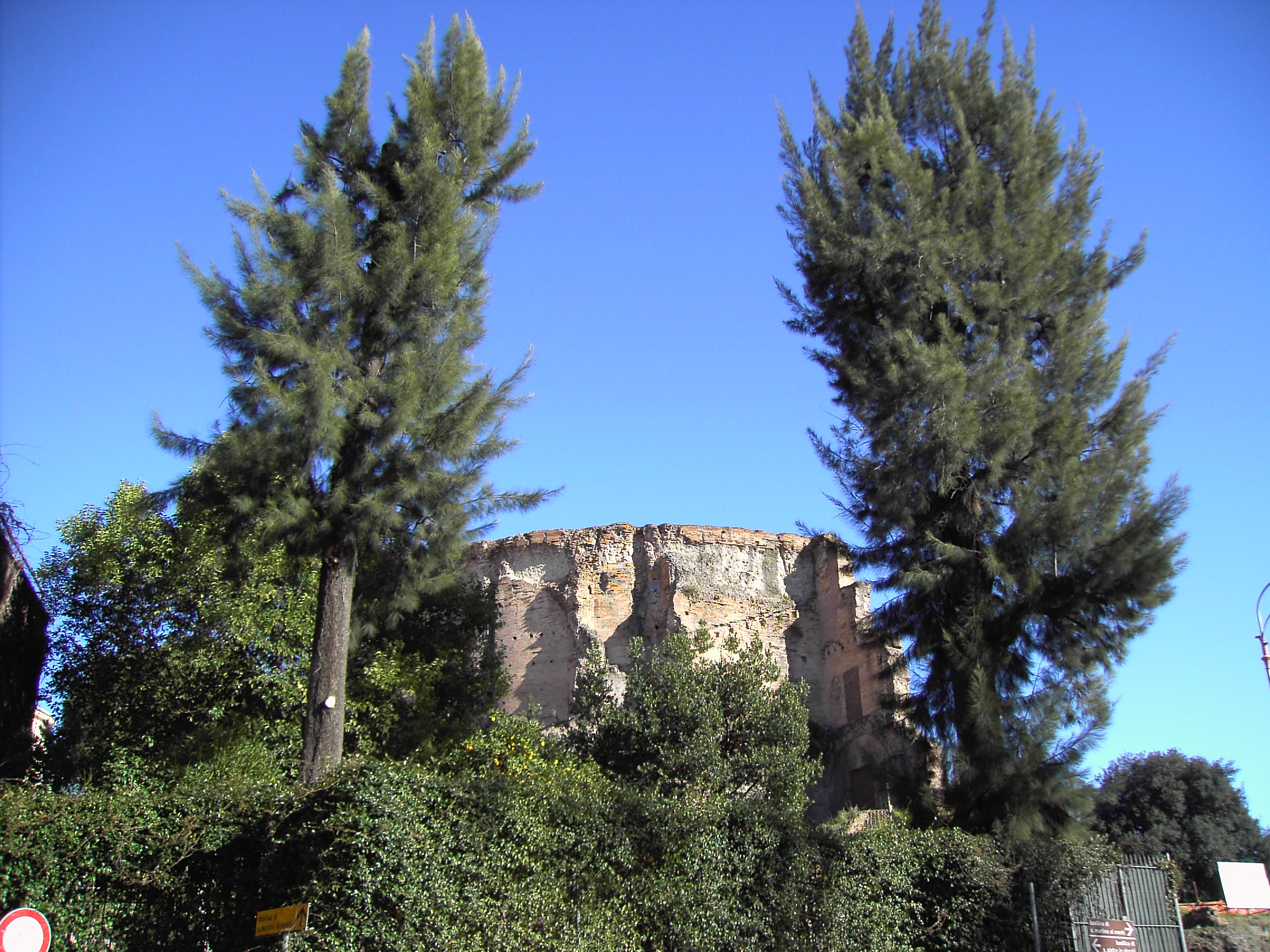
Même exèdre, vue de l'extérieur, depuis le bas de la Viale del Monte Oppio.

#### Grande exèdre méridionale
Le côté sud-ouest de l'enceinte, qui repose directement sur les ruines de la Domus Aurea, est creusé d'une large exèdre encore visible en partie aujourd'hui, dont la fonction précise n'est pas connue. Selon certaines hypothèses, il s'agirait d'un belvédère ou d'un stade. La comparaison avec une structure semblable des thermes de Caracalla, sur laquelle on a retrouvé les traces de gradins, indiquerait davantage une utilisation dédiée au spectacle, une sorte de théâtre. Sous les gradins, les murs de la Domus Aurea ont été renforcés et d'autres ont été ajoutés, alignés avec les thermes. Cette partie du palais de Néron a ainsi été réaménagée en pièces et corridors de service et de maintenance utilisés par les esclaves et les employés des thermes.

### Alimentation en eau

#### Aqueduc de l'Aqua Trajana
L'aqueduc de l'Aqua Trajana est inauguré seulement deux jours après les thermes, ce qui suggère qu'il a été construit afin de les alimenter en eau,. Son parcours n'est pas connu avec précision dans Rome, mais même s'il n'est pas directement raccordé aux thermes, il a pu être construit afin d'alléger l'utilisation des autres aqueducs et de compenser la consommation supplémentaire en eau des thermes.

#### Réservoir desSette Sale
Une grande citerne-réservoir, appelée aujourd’hui les Sette Sale (it) (les « Sept Salles »), située au nord-est des thermes, de l'autre côté de la Via delle Terme di Traiano, permettait de stocker jusqu'à 8 000 m3 d'eau acheminée par l'aqueduc de l'Aqua Julia. La citerne n'est pas orientée de la même façon que les thermes, mais selon un axe nord-sud, comme la Domus Aurea. Cette différence d'orientation peut laisser penser que cette citerne a été construite pour les besoins en eau du palais de Néron, mais il apparaît qu'elle date de la même période que les thermes de Trajan. C'est un édifice rectangulaire composé de deux étages, le premier servant seulement de soutien au deuxième, divisé en neuf pièces longues et étroites qui communiquaient entre elles. Le mur du fond, courbe, prend appui sur la colline. La façade tournée vers les thermes est décorée de niches alternativement rectangulaires et arrondies.

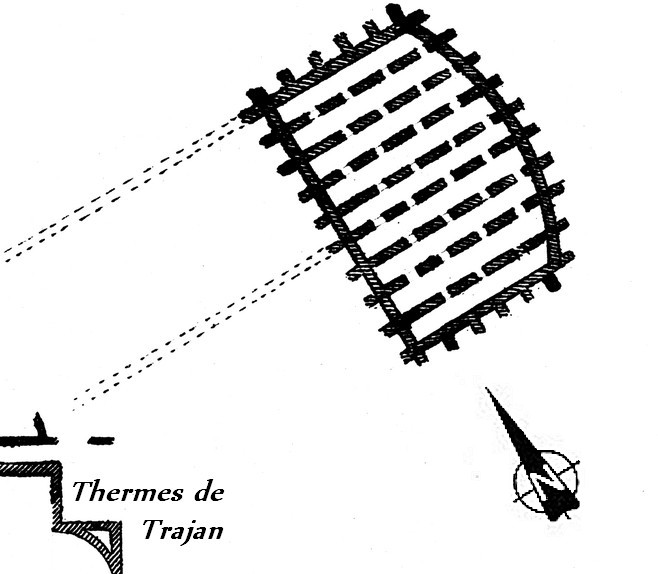
Plan des Sette Sale, d'après un plan des thermes, par Piranèse, 1756.
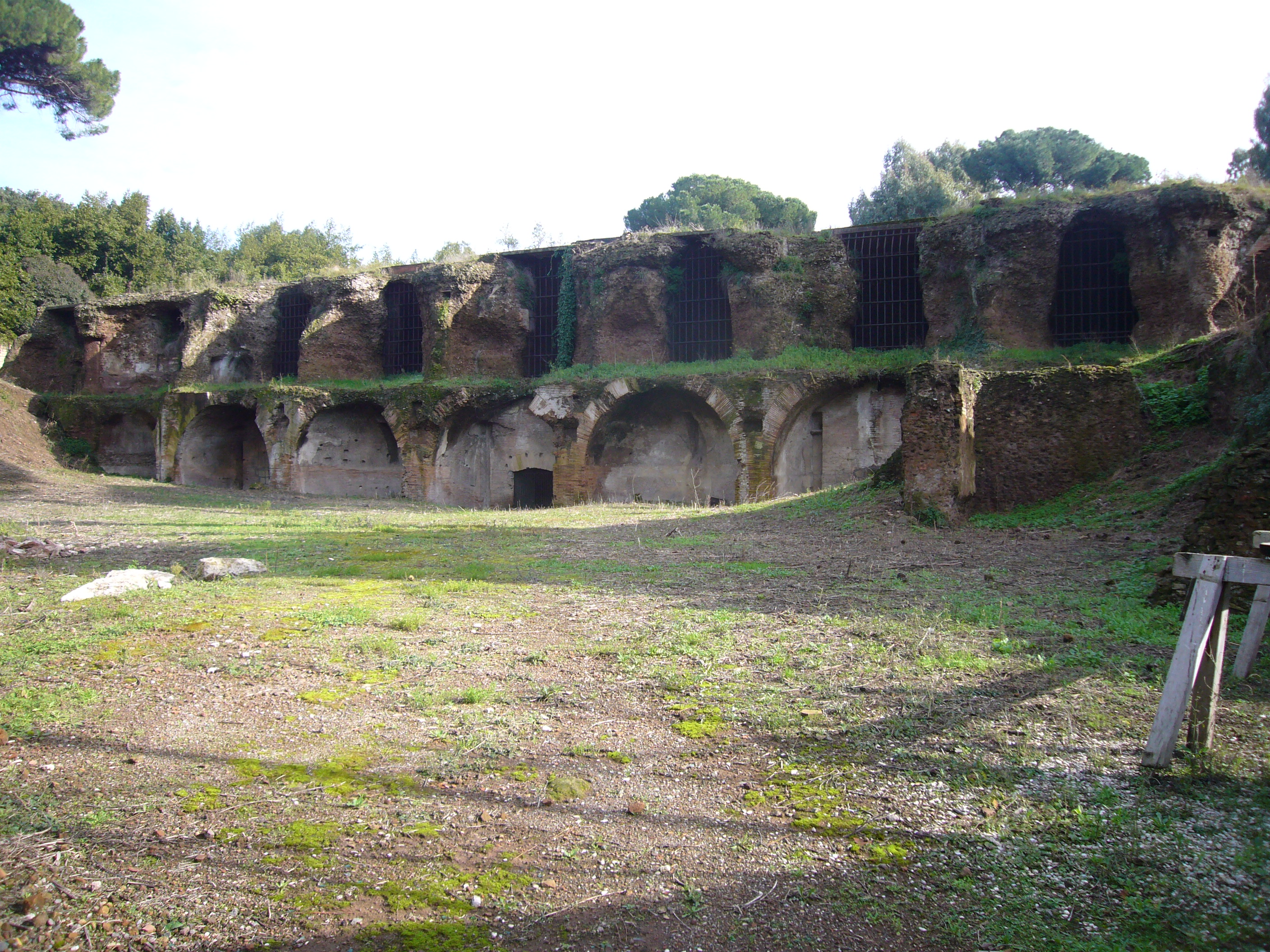
Façade des Sette Sale aujourd'hui.

## Influence dans l'urbanisme de Rome

### Les thermes de Trajan dans la vie quotidienne
La colline de l’Oppius, au sommet de laquelle sont implantés les thermes de Trajan, est au début du IIe siècle un quartier d’habitation populaire dense en insulae, souvent insalubres, et mal doté en équipements publics. Seuls les thermes de Titus, ouverts au public en 80, sont bâtis à proximité de ce quartier, mais ils sont encore insuffisants pour faire face à la demande. Les grands thermes de Trajan répondent à cette demande et permettent de faire profiter au plus grand nombre d'un confort essentiel pour les Romains.
Les bains publics tiennent en effet un rôle majeur dans la vie des Romains : ils permettent d'assurer pour certains leur hygiène corporelle en y allant quelques heures par semaine et de se détendre les jours de faible affluence. Néanmoins, cette affluence est aussi un aspect recherché de la vie des thermes : elle permet de se socialiser, de nouer des liens, de faire des affaires, etc. Les thermes constituent donc un espace de vie sociale et d'épanouissement corporel parfois fréquenté quotidiennement.

### Évolution architecturale des thermes impériaux
Avec les thermes de Trajan, on observe l'aboutissement d'un long processus d'évolution dans la conception des grands bains publics romains depuis le Ier siècle av. J.-C.. Les thermes de Stabies, à Pompéi, dont le plan général est en partie imité par celui des thermes d'Agrippa à Rome, associaient déjà les édifices des thermes à la proximité de jardins, sans que ceux-ci y prennent une part réellement intégrante. Les thermes de Néron sur le Champ de Mars, puis ceux de Titus, marquent ensuite une nouvelle avancée notable avec l'introduction d'un plan symétrique et le dédoublement des salles annexes autour des salles thermales. Au début du IIe siècle, le plan des thermes impériaux acquiert ses traits définitifs avec les thermes de Trajan qui associe pleinement à la pratique thermale des jardins d'agrément, des bibliothèques et d'autres annexes culturelles. Les thermes impériaux deviennent de véritables centres culturels où les Romains vont passer beaucoup de temps. Les thermes de Trajan marquent également une nette évolution dans la taille et le faste qui n'avaient jamais été aussi démesurés. Les futurs thermes impériaux copieront tous le même plan d'ensemble, sans grande innovation, excepté dans les dimensions, toujours plus grandes.

### Un exemple d'évergétisme impérial

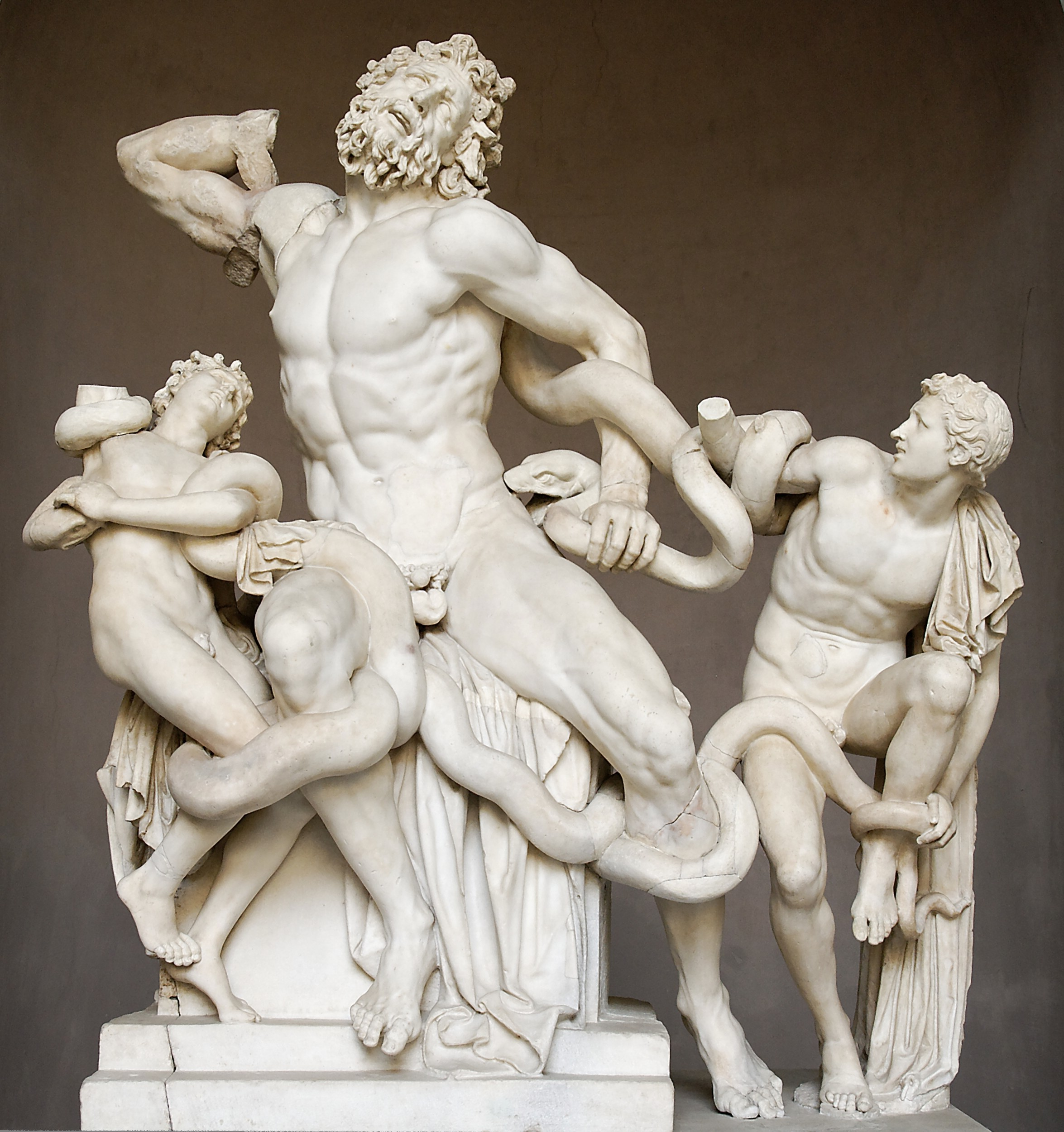
Groupe du Laocoon.
Museo Pio-Clementino, Vatican.

L'implantation des thermes dans un quartier populaire, sur les ruines du palais de Néron, ne semble pas être due au hasard. L'empereur, en réemployant la statuaire, les mosaïques et des matériaux de la Domus Aurea et en en faisant disparaître les derniers vestiges, montre sa volonté de rendre au peuple ce qui lui a été soustrait et de se démarquer de la mégalomanie affichée par Néron à la fin de son règne. Trajan fait de ses thermes un véritable musée dans lequel chacun peut voir par exemple le célèbre groupe statuaire du Laocoon d'Hagésandros, Polydoros et Athénodoros, une Vénus callipyge ou encore un Pluton accompagné de Cerbère.
Les thermes, en alliant l'esthétique au pratique, le tout au service du peuple et de la gloire de l'empereur, constituent un bel exemple de l'évergétisme impérial. Ils permettent à l'empereur de montrer son souci du confort de toutes les classes sociales de la ville, étant donné que l'accès aux thermes est peu coûteux, voire gratuit, et de leur hygiène dans une ville surpeuplée. Mais ils lui permettent également de marquer les esprits : les thermes impressionnent par leur taille et leur faste, ils marquent durablement le paysage et imposent le respect au peuple.